# 布达佩斯爱乐乐团

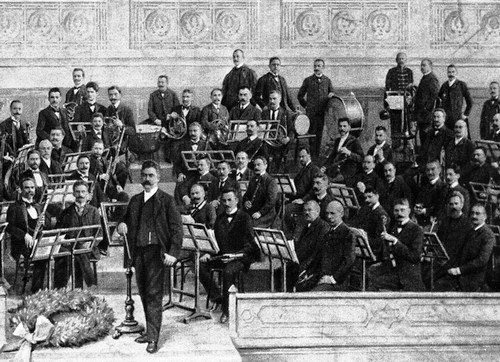
布达佩斯爱乐乐团和指挥克纳·伊什特万

布达佩斯爱乐乐团（匈牙利語：Budapesti Filharmóniai Társaság Zenekara）是匈牙利历史最悠久的专业管弦乐团，位于首都布达佩斯，于1853年由艾凯尔·费伦茨和布达佩斯爱乐协会创立。它的主要驻地是匈牙利国家歌剧院，历史上曾有许多著名音乐家做客指挥该团，例如李斯特、勃拉姆斯、德沃夏克和马勒。

## 历史
乐团的首场音乐会举办于1853年11月20日，由艾凯尔·费伦茨指挥了贝多芬（第七交响曲）、莫扎特、门德尔松和梅耶贝尔的作品。
部分重要历史演出：
- 1865年3月25日：贝多芬第九交响曲于布达佩斯的首演
- 1870年12月16日：李斯特为贝多芬诞辰一百周年而写的《贝多芬康塔塔》（第2号）首演，由李斯特亲自指挥
- 1881年11月9日：勃拉姆斯第二钢琴协奏曲首演，由勃拉姆斯本人演奏
- 1889年11月20日：马勒第一交响曲首演，由马勒本人指挥

## 历任首席指挥
- 1853－1871年：艾凯尔·费伦茨
- 1875－1900年：艾凯尔·尚多尔（匈牙利语：Erkel Sándor）
- 1900－1918年：克纳·伊什特万（匈牙利语：Kerner István (karmester)）
- 1919－1944年：多赫南伊·埃尔诺
- 1960－1967年：费伦奇克·亚诺什
- 1967－1986年：科罗迪·安德拉什（匈牙利语：Kórodi András）
- 1989－1994年：埃里克·贝格尔（德语：Erich Bergel）
- 1997－2005年：里科·萨卡尼（義大利語：Rico Saccani）
- 2011－2014年：拉特·哲尔吉（英语：György G. Ráth）
- 2014年－：平夏斯·斯坦伯格（英语：Pinchas Steinberg）